# 香港民族党
香港民族党（ホンコンみんぞくとう、英語: Hong Kong National Party）は香港において、香港独立を主張する政党である。香港において初めて独立を主張した政党である。成立したのは2016年3月28日。香港民族党の召集人は陳浩天、発言者は宋超然である。香港民族党は香港が中華人民共和国から独立し主権国家となることを目指している。

## 主張
香港民族党は1841年に香港がイギリスの植民地になった後、中国大陸とは違う歴史を歩み、香港は社会、経済、政治、文化に独自性を持ち無意識の中で客観的に一つの民族とみなせる状態になった。1997年に香港返還が中華人民共和国になされたのち、香港は中華人民共和国から圧迫を受け、これは香港人にとっては外来者の侵入であった。その中で「香港民族主義」が生まれ、さらにこれを発展させるものとする。

## 党綱
香港民族党は「民族を自ら強くし、香港独立を成し遂げる」ことを目標として
1. 独立を成し遂げ、自由主義の香港共和国を建国する。
2. 香港人の利益を守り、最優先にする。
3. 香港民族主義、香港民族意識を守り、香港人の定義を確立する。
4. 議会以外の民主闘争に賛成する。
5. 香港基本法を廃止し、香港憲法を香港人の手によって策定する。
6. 香港独立派の勢力ならびに、経済、文化、教育、各方面の香港本土化運動の政治勢力団体を支持し、自主的勢力の基礎を高める。[2][3]

## 経過、事件
香港民族党の設立に対し、中国メディアは「血迷った」「恥知らず」「政治の愚か者」と非難した。
陳浩天は「独立国家になるか、それとも中国の一都市になるか。選択肢は2つしかない」、「われわれは中国人ではなく、香港人だ。法の支配を尊重し（公用語として）広東語を話す世界でも唯一の存在だ。こうした認識が広がれば自動的に香港は独立へと向かうだろう」と語った。
また、2016年の議会選挙で、香港民族党の主張は香港基本法に反するとして、出馬が認められなかった。
その後、6月30日に「香港陥落20周年」追悼集会を行う。台湾独立の父と言われる史明やモンゴル自由連盟党と連携するため日本を訪れるなど、他の独立勢力との交流を行う。アメリカに香港関連法の廃止を求めるなどの活動を行っている。
2018年8月14日に外国特派員協会で代表の陳浩天の講演会を中止するよう圧力があり招待者のビザが取り消された。。その圧力の中でも陳浩天の講演会は行われ、「中華民族は捏造である」「中国により香港は植民地支配を受けている」「国際社会は中国を制裁せよ」などと訴えた。
2019年6月30日には、大阪でのG20大阪サミットに合わせ抗議活動と日本での講演のために陳浩天が来日した。
2019年8月には日本に出国しようとした陳浩天が香港国際空港で拘束された。この容疑は警察への暴行と違法集会であったが、マスクで顔が覆われており陳浩天であるかどうかが特定できず2020年10月に無罪判決となった。
2020年6月に、産経新聞のインタビューに答えたところによると香港独立運動からは身を引いたという。

## 活動禁止
2018年7月17日、香港独立の主張は香港基本法に反するとして香港保安局の李家超局長は17日香港民族党の活動を禁止するという、警察からの要請を検討していると発表。李局長は記者団に対し、「香港には結社の自由があるとはいえ、その権利は無制限というわけではない」と語った。7月22日には、それは反対するデモが発生した。香港外国特派員協会での香港民族党の講演に林鄭月娥行政長官と中国政府が圧力をかけたことも明らかになった。
香港外国特派員協会のインタビューにおいて、召集人の陳浩天は「独立こそが『民主主義を実現する唯一の道』」、「どんな困難に遭遇しても私は立場を変えない」と強調している。また、「香港という国は中国によってたちまち併合され破壊されようとしている」とも指摘している。そして講演会前の期間に見知らぬ集団に尾行され、家族の自宅のドアをたたれるなど「監視」が強まっていると訴えた。
2018年9月24日、同党は香港政府から活動禁止命令を言い渡された。これに伴う形で香港治安当局は警察の要請を支持し「治安および住民の安全への脅威があれば団体活動を禁止できると規定した条例に基づき、香港民族党の活動を禁止する」と発表している。一方で香港保安局長は政府ホームページにて「香港民族党による今後一切の活動を禁止するよう命じる」と表明している。

## その他
琉球独立運動に関して、陳浩天は「(沖縄の)独立を求める人々のお気持ちは理解できますが、中国を信用しないで下さい。」と述べている。(詳細は中国による浸透工作)